# Варкаус
Варкаус (фин. Varkaus, швед. Varkaus) је град у Финској, у источном делу државе. Варкаус припада округу Северна Савонија, где град са окружењем чини истоимену општину Варкаус.

## Географија
Град Варкаус се налази у источном делу Финске. Од главног града државе, Хелсинкија, град је удаљен 315 km североисточно.
Рељеф: Варкаус се сместио у унутрашњости Скандинавије, у историјској области Савонија. Подручје града је равничарско до брежуљкасто, а надморска висина се креће око 85 м.
Клима у Варкаусу је оштра континентална на прелазу ка субполарној клими. Стога су зиме оштре и дуге, а лета свежа.
Воде: Варкаус се развио на на полуострву у оквиру највећег финског језера Сајма. На датом делу прокопан је тзв. Канал Сајма.

## Историја
Варкаус је добио градска права тек 1929. године.

## Становништво
Према процени из 2012. године у Варкаусу је живело 20.275 становника, док је број становника општине био 22.587.
| 1980. | 1990.  | 2000.  | 2012.  |
| ----- | ------ | ------ | ------ |
| -     | 20.203 | 20.009 | 20.275 |

Варкаус је одувек био претежно насељен Финцима. Последњих деценија, са јачањем усељавања у Финску, становништво града је постало шароликије. По последњим подацима преовлађују Финци (98,2%), присутни су и у веома малом броју Швеђани (0,2%), док су остало усељеници. Од новијих усељеника посебно су бројни Руси.

## Партнерски градови
- Залаегерсег
- Петрозаводск
- Риселсхајм
- Пирна